# Jármű

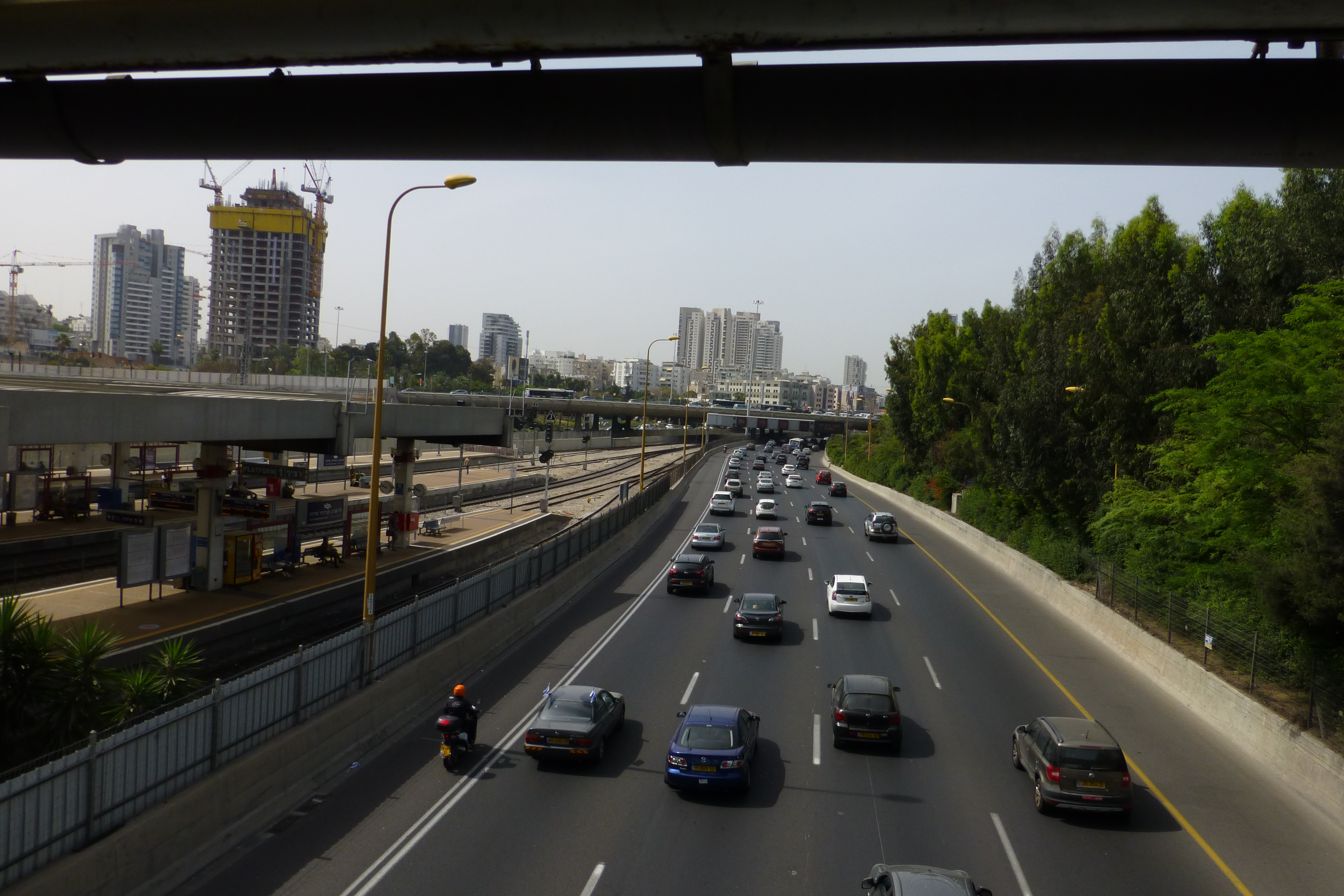
Forgalom

Járműveknek a szárazföldi, vízi és légi személyszállító és/vagy teherhordó eszközöket nevezzük.
Lehetnek:
- szárazföldi járművek (kerekes vagy csúszó)
- vízi járművek (úszó)
- légi járművek (repülő)
- kétéltű járművek (általában: szárazföldön + vízen)

A szárazföldi járművek emberi vagy állati erővel vont, vagy gépi meghajtású teherhordó és/vagy személyszállító egy, két vagy négy kerékkel (kerekes jármű), vagy csúszótalppal ellátott eszközök.
A vízi járművek úszótesttel ellátott, emberi vagy állati erővel, vagy szél által illetve gépi meghajtással mozgatott teherhordó és/vagy személyszállító eszközök.
A légi járművek szárnyfelülettel, vagy egyéb módon létrehozott felhajtóerő révén a levegőben tartható sikló vagy szél által, illetve gépi meghajtással mozgó repülő teherhordó és/vagy személyszállító eszközök.
A kétéltű járművek egyik fajtája a légpárnás jármű, ami a szárazföldön állva úgy indul el, hogy az erre a célra szolgáló ventilátorok a levegőt a jármű alá nyomják, így ott ún. „légpárna” keletkezik, amin a jármű más, vízszintesen beállított ventilátorok segítségével képes a vízszintes haladásra. Haladását vízen is képes folytatni.
A kétéltű járművek másik fajtája lánctalpakkal rendelkezik, szárazföldön tankhoz hasonló, és úgy is mozog, míg a vízben általában a meder alján halad tovább. Egyes könnyebb típusok képesek hajószerűen a víz felszínén haladni.